# (866) Fatme
(866) Fatme ist ein Asteroid des Hauptgürtels, der am 25. Februar 1917 vom deutschen Astronomen Max Wolf in Heidelberg entdeckt wurde.
Der Name des Asteroiden ist von einer Figur aus Carl Maria von Webers Oper Abu Hassan abgeleitet.